# داني بروكس
داني بروكس هو كاتب أغاني ومغني كندي، ولد في 16 ديسمبر 1951 في Mount Dennis ‏ في كندا.

## وصلات خارجية
- الموقع الرسمي
- داني بروكس على موقع ميوزك برينز (الإنجليزية)
- داني بروكس على موقع ميوزك برينز (الإنجليزية)
- داني بروكس على موقع أول ميوزيك (الإنجليزية)
- داني بروكس على موقع ديسكوغز (الإنجليزية)